# K-64
El K-64 fue el primer submarino del Proyecto 705 (Designación OTAN: clase Alfa) de una serie de submarinos de ataque de propulsión nuclear de la Armada Soviética.

## Hundimiento
En 1972, el submarino sufrió un grave problema en el reactor en forma de fuga de refrigerante de metal líquido. Una de las complicaciones del diseño era la necesidad de mantener constantemente caliente el metal líquido del reactor a una temperatura mínima de 123,5 °C (254,3F) para evitar que se solidificara y congelara el reactor. El metal se solidificaba al contacto con el aire exterior más frío, congelándose y dañando los componentes internos del reactor. 
El submarino fue retirado del servicio y remolcado a Severodvinsk. En el astillero se consideró que los daños en el reactor eran demasiado graves para repararlos y se tomó la decisión de salvar todo lo que se pudiera. El K-64 fue partido por la mitad, su sección de proa (incluidos los espacios de control) fue llevada a Leningrado y utilizada para entrenar a nuevos submarinistas soviéticos.